# Condado de Graves
El condado de Graves (en inglés: Graves County), fundado en 1824, es uno de 120 condados del estado estadounidense de Kentucky. En el año 2000, el condado tenía una población de 37,028 habitantes y una densidad poblacional de 26 personas por km². La sede del condado es Leitchfield.

## Geografía
Según la Oficina del Censo, el condado tiene un área total de 1440 km² (556 mi²), de la cual 1437 km² (554,8 mi²) es tierra y 3 km² (1,2 mi²) (0.16%) es agua.

### Condados adyacentes
- Condado de McCracken (norte)
- Condado de Marshall (noreste)
- Condado de Calloway y el Condado de Henry (Tennessee) (sureste)
- Condado de Weakley (Tennessee) (sur)
- Condado de Hickman (suroeste)
- Condado de Carlisle (suroeste)

## Demografía
Según la Oficina del Censo en 2000, los ingresos medios por hogar en el condado eran de $30,874, y los ingresos medios por familia eran $38,054. Los hombres tenían unos ingresos medios de $32,016 frente a los $20,177 para las mujeres. La renta per cápita para el condado era de $16,834. Alrededor del 16.40% de la población estaban por debajo del umbral de pobreza.

## Localidades
- Big Clifty
- Caneyville
- Clarkson
- Leitchfield
- Pine Knob